# Saint-Outrille
Saint-Outrille è un comune francese di 229 abitanti situato nel dipartimento del Cher, nella regione del Centro-Valle della Loira.

## Società

### Evoluzione demografica
Abitanti censiti